# Зальцбурзькі Альпи
Зальцбурзькі Альпи (нім. Salzburger Alpen) — гірська гряда, що є частиною Альп. Зальцбурзькі Альпи знаходяться у східній частині Альп. Займаюсь територію федеральної землі Зальцбург у північно-західній Австрії та на півдні Баварії, Німеччина. Вони є частиною Північних Вапнякових Альп. Найвищою вершиною є гора Дахштайн (2995 м).

## Геологія
Хребет складається переважно з вапняку, що утворився в тріасовий період. Як і будь-який карстовий район, він пронизаний численними печерами. Тут знаходяться найбільші печери Австрії, як-от Маммутхеле (нім. Mammuthhöhle) і Гірлацхеле (нім. Hirlatzhöhle), а також популярна серед туристів Айсризенхеле (нім. Eisriesenhöhle). Регіон також відомий своїми скам'янілостями.